# Galathea Medaillen
Galathea Medaillen uddeles af Det Kongelige Danske Geografiske Selskab "for geografiske Undersøgelser og Forskninger, fortrinsvis udenfor Polarlandene". Det Kongelige Danske Geografiske Selskabs Galathea Medaille i sølv er indstiftet sammen med Selskabets Egede Medaille på generalforsamlingen den 28. april 1916.
Tegninger og overslag til medaillen blev fremlagt og vedtaget i rådsmødet den 2. december dette år og bestyrelsen bemyndiget til at lade medaillen udfærdige. Men på grund af 1. verdenskrig og deraf følgende mangel på materialer til stempler blev medaljen først klar i 1919. Medaljen er modelleret af kgl. hofgravør S. Lindahl, udgifterne afholdt af Hjerl-Fonden og udførelsen foretaget i kgl. hofjuveler August Thomsens.

## Modtagere gennem tiden
Denne liste er ufuldstændig; hjælp gerne med at udfylde den.
| Biolog                   | Johannes Schmidt          | 07.10.1930 |
|                          | Albert Defant             | 09.04.1935 |
|                          | Bjørn Helland-Hansen      | 06.04.1948 |
|                          | Hans Pettersson           | 25.04.1950 |
|                          | Harald Ulrik Sverdrup     | 09.10.1956 |
| Forfatter, korrespondent | Hakon Mielche             | 19??       |
| Greve, kommandørkaptajn  | Flemming af Rosenborg     | 19??       |
| Viceadmiral              | A.H. Vedel                | 19??       |
| Skibsreder               | Svend Storm-Jørgensen     | 19??       |
| Professor                | Johannes Humlum           | 07.12.1976 |
|                          | Johannes Nicolaisen       | 07.12.1976 |
| Kommandør                | P.A. Mørch                | 1977       |
|                          | Sofus Christiansen        | 01.03.1988 |
|                          | Anders Rapp               | 04.02.1992 |
| Professor                | Compton Tucker            | 02.11.2004 |
| Generalmajor, hofmarskal | Søren Haslund-Christensen | 01.12.2009 |
| Professor                | Morten Meldgaard          | 01.12.2009 |
| Kontreadmiral            | Nils Christian Wang       | 01.12.2009 |